# Noord-Korea op de Olympische Zomerspelen 2000
Noord-Korea nam deel aan de Olympische Zomerspelen 2000 in Sydney, Australië.

## Medailleoverzicht
| Sport         | Olympiër       | Discipline               | Medaille |
| ------------- | -------------- | ------------------------ | -------- |
| Gewichtheffen | Ri Song-hui    | -58kg (v)                | Zilver   |
| Boksen        | Kim Un-chol    | -48kg (m)                | Brons    |
| Judo          | Kye Sun-hui    | -52kg (v)                | Brons    |
| Worstelen     | Kang Yong-gyun | -54kg Grieks-Romeins (m) | Brons    |

## Deelnemers en resultaten

### Atletiek
| Olympiër      | Discipline   | Resultaat | Prestatie |
| ------------- | ------------ | --------- | --------- |
| Kil Jae-Son   | marathon (m) | 59e       | 2:25.13   |
| Kim Jong-Chol | marathon (m) | 30e       | 2:18.04   |
| Kim Jung-Won  | marathon (m) | 29e       | 2:18.04   |
|               |              |           |           |
| Ham Bong-Sil  | marathon (v) | 8e        | 2:27.07   |
| Jong Yong-Ok  | marathon (v) | 20e       | 2:31.40   |
| Kim Chang-Ok  | marathon (v) | 28e       | 2:35.32   |

### Boksen
| Olympiër    | Discipline | Resultaat | Prestatie |
| ----------- | ---------- | --------- | --- |
| Kim Un-chol | -48kg (m)  | Brons     | 1ste ronde: W van LES Keketsi: scheidsrechterlijke beslissing 2de ronde: W van HUN Lakatos: 20-8 kwartfinale: W van LTU Stapovičius: 22-10 halve finale: V van ESP Lozano: 10-15 |

### Boogschieten
| Olympiër    | Discipline      | Resultaat | Prestatie |
| ----------- | --------------- | --------- | --- |
| Ok Sil Choe | individueel (v) | 4e        | plaatsingsronde: 7de met 649 punten 1ste ronde: W van FIN Suutari: 161-149 2de ronde: W van UKR Burdeyna: 162-160 3de ronde: W van GER Mensing: 160-153 kwartfinale: W van ITA Valeeva: 107-103 halve finale: V van KOR Kim: 107-114 bronzen finale: V van KOR Kim: 101-103 |

### Gewichtheffen
| Olympiër    | Discipline | Resultaat | Prestatie                                                      |
| ----------- | ---------- | --------- | -------------------------------------------------------------- |
| Im Yong-su  | -62kg (m)  | DNF       | trekken: 6de met 137,5kg stoten: geen geldige poging           |
| Jon Chol-ho | -77kg (m)  | 6e        | trekken: 4de met 162,5kg stoten: 7de met 190kg totaal: 352,5kg |
|             |            |           |                                                                |
| Ri Song-hui | -58kg (v)  | Zilver    | trekken: 1ste met 97,5kg stoten: 2de met 122,5kg totaal: 220kg |
| Kim Yong-Ok | -63kg (v)  | 5e        | trekken: 5de met 90kg stoten: 5de met 115kg totaal: 205kg      |

### Gymnastiek
| Olympiër   | Discipline               | Resultaat | Prestatie                                                       |
| ---------- | ------------------------ | --------- | --------------------------------------------------------------- |
| Pae Gil-Su | brug (m)                 | 80e       | kwalificatie: 80ste met 8,237 punten                            |
| Pae Gil-Su | paard voltige (m)        | 5e        | kwalificatie: 6de met 9,762 punten finale: 5de met 9,762 punten |
| Pae Gil-Su | rekstok (m)              | 78e       | kwalificatie: 78ste met 7,950 punten                            |
| Pae Gil-Su | ringen (m)               | 78e       | kwalificatie: 78ste met 6,375 punten                            |
| Pae Gil-Su | sprong (m)               | 80e       | kwalificatie: 80ste met 8,537 punten                            |
| Pae Gil-Su | vloer (m)                | 76e       | kwalificatie: 76ste met 7,550 punten                            |
| Pae Gil-Su | individuele meerkamp (m) | 53e       | kwalificatie: 53ste met 48,411 punten                           |
|            |                          |           |                                                                 |
| Mok Un-Ju  | balk (v)                 | 29e       | kwalificatie: 29ste met 9,475 punten                            |
| Son Un-Hui | balk (v)                 | 79e       | kwalificatie: 79ste met 8,212 punten                            |
| Mok Un-Ju  | brug (v)                 | 58e       | kwalificatie: 58ste met 9,237 punten                            |
| Son Un-Hui | brug (v)                 | 47e       | kwalificatie: 47ste met 9,425 punten                            |
| Mok Un-Ju  | sprong (v)               | 64e       | kwalificatie: 64ste met 9,031 punten                            |
| Son Un-Hui | sprong (v)               | 83e       | kwalificatie: 83ste met 0,000 punten                            |
| Mok Un-Ju  | vloer (v)                | 64e       | kwalificatie: 64ste met 8,825 punten                            |
| Son Un-Hui | vloer (v)                | 74e       | kwalificatie: 74ste met 8,537 punten                            |
| Mok Un-Ju  | individuele meerkamp (v) | 64e       | kwalificatie: 41ste met 36,568 punten                           |
| Son Un-Hui | individuele meerkamp (v) | 77e       | kwalificatie: 77ste met 26,174 punten                           |

### Judo
| Olympiër       | Discipline | Resultaat | Prestatie |
| -------------- | ---------- | --------- | --- |
| Kwak Ok-Chol   | -81kg (m)  | 7e        | 1ste ronde: vrij 2de ronde: W van VEN Manglés: waza-ari 3de ronde: W van BLR Kukharenka: yuko kwartfinale: V van FRA Bouras: ippon herkansingen: W van NED Arens: ippon herkansingen 2: V van URU Paseyro: ippon |
|                |            |           | |
| Cha Hyon-Hyang | -48kg (m)  | 5e        | 1ste ronde: W van FRA Nichollo-Rosso: ippon 2de ronde: W van TKM Atayeva: yuko kwartfinale: W van ESP Arenas: yuko halve finale: V van JPN Tamura: yuko bronzen finale: V van BEL Simons: yuko                   |
| Kye Sun-Hui    | -52kg (m)  | Brons     | 1ste ronde: W van USA Wolf: ippon 2de ronde: W van NED Gravenstijn: waza-ari kwartfinale: W van AUS Sullivan: ippon halve finale: V van CUB Verdecia: waza-ari bronzen finale: W van ROU Dinea: waza-ari         |
| Ji Kyong-Sun   | -63kg (m)  | 14e       | 1ste ronde: W van DOM Vargas: ippon 2de ronde: V van BEL Vandecaveye: ippon |

### Schietsport
| Olympiër      | Discipline | Resultaat | Prestatie                                  |
| ------------- | ---------- | --------- | ------------------------------------------ |
| Kim Myong-Hwa | skeet (v)  | 9e        | kwalificatie: 9de met 69 punten (24-22-23) |

### Schoonspringen
| Olympiër       | Discipline    | Resultaat | Prestatie                                                                                            |
| -------------- | ------------- | --------- | --- |
| Pak Yong-Ryong | 3m plank (m)  | 47e       | voorronde: 47ste met 271,47 punten                                                                   |
| Choe Hyong-Gil | 10m toren (m) | 12e       | voorronde: 6de met 448,41 punten halve finale: 6de met 633,93 punten finale: 12de met 562,98 punten  |
| Pak Yong-Ryong | 10m toren (m) | 16e       | voorronde: 15de met 400,29 punten halve finale: 16de met 582,03 punten                               |
|                |               |           | |
| Choe Song-Hui  | 3m plank (v)  | 33e       | voorronde: 33ste met 222,84 punten                                                                   |
| Ri Ok-Rim      | 3m plank (v)  | 26e       | voorronde: 26ste met 238,77 punten                                                                   |
| Choe Song-Hui  | 10m toren (v) | 10e       | voorronde: 8ste met 308,73 punten halve finale: 6de met 492,57 punten finale: 10de met 453,05 punten |
| Ri Ok-Rim      | 10m toren (v) | 22e       | voorronde: 22ste met 262,20 punten                                                                   |

### Synchroonzwemmen
| Olympiër                  | Discipline | Resultaat | Prestatie                            |
| ------------------------- | ---------- | --------- | ------------------------------------ |
| Choe Son-Yong Jo Yong-Hui | duet       | 17e       | kwalificatie: 17de met 86,071 punten |

### Worstelen
| Olympiër       | Discipline  | Resultaat   | Prestatie |
| Vrije stijl    | Vrije stijl | Vrije stijl | Vrije stijl |
| -------------- | ----------- | ----------- | --- |
| Jin Ju-Dong    | -54kg (m)   | 9e          | groep 5: 2de V van AZE Abdullayev: 0-6 W van NZL Liddle: 10-0 |
| Ri Yong-sam    | -58kg (m)   | 11e         | groep 3: 2de V van GEO Pogosian: 1-2 W van SVK Fašánek: 5-1 |
| Jo Yong-son    | -63kg (m)   | 14e         | groep 5: 3de V van UKR Tedeyev: 4-6 V van RUS Umakhanov: 2-9 |
| Grieks-Romeins |             |             | |
| Kang Yong-Gyun | -54kg (m)   | Brons       | groep 4: 1ste V van ROU Sandu: 7-8 W van RUS AShevtsov: 10-5 kwartfinale: W van CHN Wang: 10-5 halve finale: V van KOR Sim: 0-10 bronzen finale: W van UKR Kalashnikov: 7-0 |

Albanië · Algerije · Amerikaanse Maagdeneilanden · Amerikaans-Samoa · Andorra · Angola · Antigua en Barbuda · Argentinië · Armenië · Aruba · Australië · Azerbeidzjan · Bahama's · Bahrein · Bangladesh · Barbados · België · Belize · Benin · Bermuda · Bhutan · Bolivia · Bosnië en Herzegovina · Botswana · Brazilië · Britse Maagdeneilanden · Brunei · Bulgarije · Burkina Faso · Burundi · Cambodja · Canada · Centraal-Afrikaanse Republiek · Chili · China · Chinees Taipei · Colombia · Comoren · Congo-Brazzaville · Congo-Kinshasa · Cookeilanden · Costa Rica · Cuba · Cyprus · Denemarken · Djibouti · Dominica · Dominicaanse Republiek · Duitsland · Ecuador · Egypte · El Salvador · Equatoriaal-Guinea · Eritrea · Estland · Ethiopië · Fiji · Filipijnen · Finland · Frankrijk · Gabon · Gambia · Georgië · Ghana · Grenada · Griekenland · Groot-Brittannië · Guam · Guatemala · Guinee · Guinee‑Bissau · Guyana · Haïti · Honduras · Hongarije · Hongkong · Ierland · IJsland · India · Indonesië · Irak · Iran · Israël · Italië · Ivoorkust · Jamaica · Japan · Jemen · Joegoslavië · Jordanië · Kaaimaneilanden · Kaapverdië · Kameroen · Kazachstan · Kenia · Kirgizië · Koeweit · Kroatië · Laos · Lesotho · Letland · Libanon · Liberia · Libië · Liechtenstein · Litouwen · Luxemburg · Macedonië · Madagaskar · Malawi · Malediven · Maleisië · Mali · Malta · Marokko · Mauritanië · Mauritius · Mexico · Micronesië · Moldavië · Monaco · Mongolië · Mozambique · Myanmar · Namibië · Nauru · Nederland · Nederlandse Antillen · Nepal · Nicaragua · Nieuw-Zeeland · Niger · Nigeria · Noord-Korea · Noorwegen · Oeganda · Oekraïne · Oezbekistan · Oman · Oostenrijk · Pakistan · Palau · Palestina · Panama · Papoea-Nieuw-Guinea · Paraguay · Peru · Polen · Portugal · Puerto Rico · Qatar · Roemenië · Rusland · Rwanda · Saint Kitts en Nevis · Saint Lucia · Saint Vincent en Grenadines · Salomonseilanden · Samoa · San Marino ·  Sao Tomé en Principe · Saoedi-Arabië · Senegal · Seychellen · Sierra Leone · Singapore · Slovenië · Slowakije · Soedan · Somalië · Spanje · Sri Lanka · Suriname · Swaziland · Syrië · Tadzjikistan · Tanzania · Thailand · Togo · Tonga · Trinidad en Tobago · Tsjaad · Tsjechië · Tunesië · Turkije · Turkmenistan · Uruguay · Vanuatu · Venezuela · Verenigde Arabische Emiraten · Verenigde Staten · Vietnam · Wit-Rusland · Zambia · Zimbabwe · Zuid-Afrika · Zuid-Korea · Zweden · Zwitserland · Individuele olympische atleten